# Ordino
Ordino (katalanskt uttal: [uɾˈðinu]) är en ort och en av Andorras sju parròquies (kommuner). Ordino ligger i nordvästra delen i furstendömet. Orten hade 3 095 invånare (2021). Kommunen (parròquia) hade 5 069 invånare (2021), på en yta om 89 km².
Ordino är indelat i fem quarts (kvarter): Ordino, Sornàs, Ansalonga, La Cortinada och Llorts.